# Popa Chubby
Popa Chubby (geboren als Theodore Joseph Horowitz in New York, 31 maart 1960) is een blueszanger en -gitarist. De artiestennaam Popa Chubby is een verbastering van "pop a chubby", dat "een erectie krijgen" betekent. Ook verwijst "Chubby" naar zijn postuur. Zijn agressieve stijl is ontstaan door sterke invloeden van onder andere Willie Dixon.
Hij werd geboren in de Bronx, als zoon van een snoepwinkelier. Op zijn dertiende begon hij te drummen, maar nadat hij kort daarna de muziek van de Rolling Stones ontdekte schakelde hij over naar de gitaar.

## Discografie
- The Hungry Years (een collectie van oud materiaal)
- Gas Money (1994)
- Booty and the Beast (1995)
- Hit the High Hard One (Live) (1996)
- The First Cuts (1996)
- One Million Broken Guitars (1997)
- Brooklyn Basement Blues (1998)
- How'd a White Boy Get the Blues? (2000)
- Flashed Back (feat. Galea) (2001)
- The Good, the Bad and the Chubby (2002)
- Live at FIP (2003)
- Popa Chubby and Friends Play Muddy, Willie and More (2003)
- Peace, Love and Respect (2004)
- Wild Live (2005)
- Big Man,Big Guitar - Popa Chubby Live (2005, Blind Pig Records)
- Stealing the Devil's Guitar (2006)
- Electric Chubbyland (set van 3 cd's) (2006)
- Deliveries After Dark (2007)
- The Fight Is On (2010)
- Back to New York City (2011)
- Universal Breakdown Blues (2013)
- I'm Feeling Lucky (2014)
- Big, Bad and Beautiful (2015)
- The Catfish (2016)
- It's a Mighty Hard Road (2020)
- Tinfoil Hat (2021)